# Nadejda Grinfeld
Nadejda Grinfeld (nacida Königschatz), para los rusoparalantes, Nadejda Evgenevna Grinfeld (en ruso: Надежда Евгеньевна Гринфельд; 18 de diciembre de 1887 - 28 de enero de 1918) fue una política de Besarabia que sirvió en el Sfatul Țării de la República Democrática Moldava en 1917 y 1918.

## Biografía
Nadejda Königschatz nació el 18 de diciembre de 1887 en Chisináu, entonces parte de la óblast de Besarabia (Imperio ruso), región fronteriza con el reino de Rumania.
En 1903, se unió a la sección local de Chisináu de la Unión General de Trabajadores Judíos (conocida como Bund) tras lo que fue muy activa en organizaciones mencheviques en Odesa, Kiev y San Petersburgo, estando en aquella época varias veces en prisión y semiexilio.
Nadejda Grinfeld (ya casada), se labró una reputación como oradora bundista en los años anteriores a la Revolución rusa de 1905.
Con el comienzo de la Revolución rusa de 1917, se convirtió en una oradora popular en Petrogrado y Kronstadt. Elegida como representante menchevique (del Partido Obrero Socialdemócrata de Rusia) en el consejo popular de Besarabia, el Sfatul Țării. Como miembro del mismo, apoyó la autonomía de Besarabia (República Democrática Moldava) con el fin de contrarrestar la influencia del gobierno bolchevique recién establecido en Rusia (Trienio Bolchevique).
A medida que el Sfatul Țării perdía autoridad sobre la región y se enfrentaba a una influencia cada vez mayor de los bolcheviques a principios de enero de 1918, las diversas facciones buscaron ayuda externa. Grinfeld, hablando en nombre del Bloque Socialista en la asamblea, aunque reconoció los objetivos del gobierno local, protestó contra la introducción de tropas rumanas, advirtiendo que el gobierno no tenía forma de evitar una ocupación permanente por parte del Reino de Rumania. Además, pidió que se llamara a las tropas ucranianas de la República Popular Ucraniana para restaurar el orden y sugirió enviar una delegación moldava a la conferencia de Brest-Litovsk, insistiendo en que solo la Asamblea Constituyente Panrusa tenía derecho a ratificar un tratado de paz.
El ejército rumano finalmente intervino en Besarabia con la colaboración de la facción nacionalista en el Sfatul Țării, y se alegó que Grinfeld fue uno de los parlamentarios presuntamente ejecutados por los rumanos por oponerse a su ocupación.
Nadejda Grinfeld fue miembro del Parlamento moldavo en 1917 y 1918. Sfatul Țării incluía solo a dos mujeres, siendo Elena Alistar la otra mujer miembro en el consejo. Según el libro Sfatul Tarii: Enciclopédie de Iurie Colesnic: las autoridades rumanas la expulsaron por el Dniéster en el mes de enero de 1918. Según Volodímir Dembo, mientras cruzaba por el río, sería fusilada por los gendarmes rumanos.

### Vida personal
Su marido fue el abogado juramentado Piotr (Pinchus) Isaákovich Grinfeld (apodado «Andréi», 1877-después de 1939), que participó en las actividades del Bund. En 1904 fue delegado a la Conferencia de Berna del Bund, el 7 de enero de 1905 fue arrestado en una reunión ilegal en Odesa e interrogado. En 1917 fue propuesto como candidato a diputado de la Asamblea Constituyente en las listas del POSDR(o).
La pareja tuvo un hijo:
- Lev Petróvich Grinfeld (1908-?), renunció a su ciudadanía rumana en 1934, cuando ya era ciudadano alemán.

## En la cultura popular
Nadejda Grinfeld y su padre inspiraron los personajes de Frida Königschatz y su padre en la obra de Semyon Reznik, Carrusel sangriento (en ruso: Кровавая карусель).
Nadejda Grinfeld aparece en la obra de teatro Anatomia Unirii (en rumano: Anatomía de la Unión) como una política alineada con la República Rusa en detrimento de Rumania.